# Treron teysmannii
El vinago de Sumba (Treron teysmannii) es una especie de ave columbiforme de la familia Columbidae.

## Distribución geográfica
Es endémico de Sumba, en las islas menores de la Sonda (Indonesia).

## Hábitaty estado de conservación
Habita en las selvas, aunque también se encuentra en zonas más abiertas.
Está amenazada por la pérdida de hábitat.